# MAG: Massive Action Game
MAG: Massive Action Game – gra komputerowa z gatunku strzelanek pierwszoosobowych dostępna wyłącznie na PlayStation 3. Została wyprodukowana przez Zipper Interactive i wydana przez Sony Computer Entertainment 26 stycznia 2010 roku.
W październiku 2010 roku gra otrzymała możliwość obsługi za pomocą kontrolera ruchu PlayStation Move.

## Dodatki DLC
Do tej pory ukazało się kilka mniejszych dodatków DLC i jeden większy:
- Trooper Gear Pack – darmowy dodatek dodający do gry: granaty błyskowe, lekkie karabiny maszynowe dla każdej z frakcji: Raven – APEX 100SE, SVER – RTK-74 Vla, Valor – Mk 46 Mod 1, oraz dwa nowe mundury (ciemny i jasny, przeznaczone do walki w miastach i wnętrzach)[3].